# Schizophyllum haouzense
Schizophyllum haouzense är en mångfotingart som beskrevs av Christoph D. Schubart 1961. Schizophyllum haouzense ingår i släktet Schizophyllum och familjen kejsardubbelfotingar. Inga underarter finns listade i Catalogue of Life.